# Municipio de St. Marys (Misuri)
El municipio de St. Marys (en inglés: St. Marys Township) es un municipio ubicado en el condado de Perry en el estado estadounidense de Misuri. En el año 2010 tenía una población de 1708 habitantes y una densidad poblacional de 6,43 personas por km².

## Geografía
El municipio de St. Marys se encuentra ubicado en las coordenadas 37°40′42″N 90°1′13″O / 37.67833, -90.02028. Según la Oficina del Censo de los Estados Unidos, el municipio tiene una superficie total de 265.5 km², de la cual 263,85 km² corresponden a tierra firme y (0,62 %) 1,64 km² es agua.

## Demografía
Según el censo de 2010, había 1708 personas residiendo en el municipio de St. Marys. La densidad de población era de 6,43 hab./km². De los 1708 habitantes, el municipio de St. Marys estaba compuesto por el 98,24 % blancos, el 0,12 % eran afroamericanos, el 0,53 % eran amerindios, el 0,12 % eran asiáticos, el 0,12 % eran de otras razas y el 0,88 % eran de una mezcla de razas. Del total de la población el 0,64 % eran hispanos o latinos de cualquier raza.